# رودولف سعادة
رودولف سعادة (بالفرنسية:Rodolphe Saadé) من مواليد لبنان (3 آذار 1970)، رجل أعمال فرنسي لبناني وهو ابن رجل الأعمال جاك سعادة، وهو رئيس مجلس إدارة مجموعة «سي إم أيه-سي جي إم» الحالي، وهي شركة فرنسية لنقل الحاويات والشحن، وهي ثالث أكبر شركة في العالم في هذا المجال.

## سيرته الشخصية
ولد رودولف في 3 آذار 1970 في لبنان، بعد دراسة إدارة الأعمال في جامعة كونكورديا في مونتريال بدأ بإطلاق شركته الخاصة لتبريد المياه في لبنان لتكسبه خبرته الأولى في التجارة الدولية انطلاقاً من لبنان، انضم إلى والده في شركة سي إم أيه-سي جي إم عام 1994م